# La força de la sang
La força de la sang (títol original: No Way Back) és una pel·lícula estatunidenca dirigida per Frank Cappello, estrenada l'any 1995. Ha estat doblada al català.

## Argument
Per aturar una banda nazi responsable d'assassinats de asiàtiques, l'agent de l' FBI Zack Grant (Russell Crowe) organitza una operació d'infiltració amb l'ajuda de Seiko, una jove japonesa recentment contractada. Però la missió va cap al fracàs i el cap de la banda, el fill del mafiós Frank Serlano (Michael Lerner), és mort.
Després del seu fiasco, Grant ha de recuperar el seu prestigi i trobar un responsable pel seu fracàs, que troba en la persona de Yuji Kobayashi (Etsushi Toyokawa), yakuza que ha tingut nombrosos intercanvis amb Seiko, i arriba a capturar-ho. Però Frank Serlano busca igualment venjar-se, segresta el fill de Grant amb la finalitat de forçar aquest últim a un intercanvi: la vida de Kobayashi contra la del seu fill.

## Repartiment
- Russell Crowe: Zack Grant
- Helen Slater: Mary
- Etsushi Toyokawa: Yuji Kobayashi
- Michael Lerner: Frank Serlano
- Kyūsaku Shimada: Tetsuro
- Ian Ziering Victor Serlano
- Kelly Hu: Seiko
- Andrew J. Ferchland: Eric Grant
- Monty Bane: Goatee
- Christian Keiber: Carl Dundreff
- François Chau: Gim Takakura
- LaRita Shelby: Louise
- Lennie Loftin: Terry
- Claudia Templeton: Bonnie Nueman
- Renee Parent: Sam Grant